# Eunymphicus uvaeensis
Eunymphicus uvaeensis е вид птица от семейство Psittaculidae. Видът е застрашен от изчезване.

## Разпространение
Видът е разпространен в Нова Каледония.